# Angelica Domröse
Angelica Domröse  (n. 4 aprilie 1941, Berlin, Germania Nazistă) este o actriță care a devenit una dintre cele mai cunoscute actrițe din RDG, în principal prin rolul ei de tânără mamă singură „Paula” din filmul cult al lui Heiner Carow din 1973, Legenda lui Paul și Paula. În cariera sa, actrița a apărut în peste 70 de producții de film și televiziune.
Printre alte filme cunoscute ale sale se numără Aventurile lui Werner Holt (1965), Cronica unei crime (1965) și Lordul din Alexanderplatz (1967). 

## Biografie
Angelica Domröse a crescut cu mama și tatăl ei vitreg lângă Nordbahnhof⁠(d) (Gara de Nord) din Berlin. Nu și-a întâlnit niciodată tatăl biologic, un muncitor evreu din Franța.
După ce s-a pregătit ca stenografă, a lucrat mai întâi într-o companie de comerț exterior de stat din RDG.
În 1958, Domröse a fost descoperită de regizorul Slatan Dudow în timpul unui casting pentru filmul Rătăcirile dragostei. A urmat Academia de Film și Televiziune din Potsdam (Filmuniversität Babelsberg Konrad Wolf) până în 1961 și apoi a aparținut Berliner Ensemble până în 1966, unde a apărut în Opera de trei parale a lui Bertolt Brecht, Schweyk în al Doilea Război Mondial și Die Tage der Commune. După angajarea ei la Berliner Ensemble⁠(d), a lucrat la Volksbühne Berlin⁠(d) până în 1979. Aici a jucat în piese de George Bernard Shaw, Henrik Ibsen, William Shakespeare și Peter Hacks.
După semnarea rezoluției de protest împotriva expatrierii lui Wolf Biermann din RDG în noiembrie 1976, munca ei a fost din ce în ce mai obstrucționată. În 1979, a făcut o apariție de oaspete în rolul Helenei într-o punere în scenă a piesei Faust II la Teatrul Thalia din Hamburg. În 1980 s-a mutat în sfârșit în RFG împreună cu soțul ei Hilmar Thate , unde a reușit să se impună și cu roluri pretențioase. Pe lângă aparițiile în rol de invitată la Stuttgart, Hamburg, Bochum și Viena, ea a lucrat în principal la Teatrul Schiller din Berlin .
După 1992 a lucrat și ca lector la Academia de Artă Dramatică Ernst Busch⁠(d) (Hochschule für Schauspielkunst Ernst Busch) din Berlin. În același an, a regizat la Studiotheater Berlin⁠(d) și la Meininger Theatre.
În 2012, Domröse a jucat alături de Otto Sander pe marele ecran în Bis zum Horizont, dann links! de Bernd Böhlich, în rolul bătrânei Annegret Simon.

## Filmografie selectivă
- 1959 Rătăcirile dragostei (Verwirrung der Liebe), regia Slatan Dudow
- 1961 Dragostea și pilotul secund (Die Liebe und der Co-Pilot), regia Richard Groschopp
- 1962 Ah, acest tineret (Oh, diese Jugend), regia Georg Leopold
- 1962 Die aus der 12b
- 1962 Wenn Du zu mir hältst
- 1962 An französischen Kaminen
- 1963 Sonntagsfahrer
- 1963 Julia lebt
- 1965 Aventurile lui Werner Holt (Die Abenteuer des Werner Holt), regia Joachim Kunert
- 1965 Cronica unei crime (Chronik eines Mordes), regia Joachim Hasler
- 1965 Entlassen auf Bewährung
- 1967 Lordul din Alexanderplatz (Ein Lord am Alexanderplatz), regia Günter Reisch
- 1967 Als Hitler den Krieg überlebte (Já, spravedlnost)
- 1970 Renegata, regia Wolfgang Luderer (film TV)
- 1973 Die Legende von Paul und Paula
- 1973 Unterm Birnbaum
- 1979 Bis daß der Tod euch scheidet
- 1983 Randale
- 1989 Die Skorpionfrau
- 1992 Die Verfehlung
- 2003 Tal der Ahnungslosen
- 2012 Bis zum Horizont, dann links!